# Venejärvi (sjö i Finland, Lappland, lat 66,93, long 26,10)
Venejärvi är en sjö i Finland. Den ligger i kommunen Rovaniemi i landskapet Lappland, i den norra delen av landet, 800 km norr om huvudstaden Helsingfors. Venejärvi ligger 177,6 meter över havet. Den är 14,5 meter djup. Arean är 1,34 kvadratkilometer och strandlinjen är 7,35 kilometer lång. Sjön  ingår i Kemi älvs huvudavrinningsområde. 